# Comté de Pacific
Le comté de Pacific (anglais: Pacific County) est un des 39 comtés de l'État américain du Washington. Son siège est South Bend. Selon le recensement de 2000, sa population est de 20 984 habitants.
C'est dans ce comté qu'à été exécuté Lum You en 1902.

## Géolocalisation
|  | Comté de Grays Harbor |                    |
|  | Comté de Pacific      | Comté de Lewis     |
|  | Comté de Franklin     | Comté de Wahkiakum |

## Transports
- U.S. Route 101

## Villes
- Bay Center
- Chinook
- Ilwaco
- Lebam
- Long Beach
- Naselle
- Ocean Park
- Raymond
- South Bend
- Tokeland
- Willapa